# Soundwaves
Soundwaves è un brano musicale dance pop della cantante francese Angie Be, pubblicato come suo singolo di debutto. Il brano è stato scritto da Stéphane Lozac'h, Olivier Visconti, Alexander Perls e RLS e prodotto da quest'ultimo.
Il singolo Soundwaves ha raggiunto la posizione numero diciassette della classifica dei singoli più venduti in Francia, rimanendo in classifica per un anno, dal 22 agosto 2009 al 21 agosto 2010, ed ha vinto l'edizione 2009 del premio Eurodanceweb Award Ad ottobre 2010 è stato pubblicato il suo secondo singolo Forever.
È stata prodotta anche una versione in lingua francese del brano.

## Tracce
EP DigitaleEgo / Vae Victis S.r.l.]
1. Soundwaves (Radio Edit) - 3:38
2. Soundwaves (Boyztronik Radio Edit) - 3:41
3. Soundwaves (PF Pumping Radio Edit) - 3:53
4. Soundwaves (David Coroner Edit Mix) - 3:14
5. Soundwaves (RLS Disco Radio Mix) - 3:24
6. Soundwaves (Extended) - 7:08
7. Soundwaves (Boyztronik Extended) - 6:09
8. Soundwaves (N'R'Gee Radio Edit) - 3:21
9. Soundwaves (N'R'Gee Extended) - 5:31
10. Soundwaves (PF Pumping Extended) - 7:22
11. Soundwaves (David Coronor Mix) - 7:03
12. Soundwaves (RLS Disco Extended Mix) - 6:50
13. Acoustic Piano (Bonus Track) - 3:36

## Classifiche
| Classifica (2009/2010)     | Posizione più alta |
| -------------------------- | ------------------ |
| Francia                    | 17                 |
| Billboard European Hot 100 | 64                 |